# Heterorachis prouti
Heterorachis prouti là một loài bướm đêm trong họ Geometridae.